# Pivmecilinam
Pivmecilinamul este un antibiotic din clasa penicilinelor cu spectru larg, utilizat oral în tratamentul unor infecții bacteriene. Este un derivat al mecilinamului, un promedicament de tip  ester.